# Chloantha hyperici
Chloantha hyperici là một loài bướm đêm trong họ Noctuidae.